# Stråvalla kyrka
Stråvalla kyrka är en kyrkobyggnad som sedan 2014 tillhör Värö-Stråvalla församling (tidigare Stråvalla församling) i Göteborgs stift. Den ligger i kyrkbyn Stråvalla i Varbergs kommun.

## Kyrkobyggnaden
Den romanska kyrkan är av bevarade inventatier att döma från tiden 1250–1300. Den är byggd i natursten och har vitputsade fasader. Planen består av ett långhus med korabsid. Koret var från början tvärt avslutat, men ett avrundat kor tillkom 1768. I norr finns en sakristia som är tillbyggd senare. Sakristians tak är till skillnad från själva kyrkans klätt med koppar. Entrén finns i väster och porten är något indragen från fasaden. Fönstren är rundbågade och sitter i slätputsade nischer. Den finns även en dörr till kyrkan vid koret i söder. Ovanför dörren finns ett fönster och en skylt med texten LOV 1671. Vid restaureringen 1964 togs åter en dörr upp i den södra långsidan. Sadeltaket är klätt med enkupigt taktegel och i öster finns en vindflöjel daterad 1671. 

## Dekorationmålningar
Långhusets väggar har senmedeltida kalkmålningar, troligen från 1500-talets början. De togs fram vid restaureringen 1964. De figurativa scenerna täcker både den norra och södra väggen och återger Jesu barndomshistoria och passionshistorien. Vid samma tillfälle framtogs av Carl Otto Svensson även takmålningar utförda 1789 av Peter Sandell (1749-1803) och Olof Hagström, vilka hade övermålats 1872. De återger i huvudsak Yttersta domen. 
Då kyrkan förlängdes 1768-1770 målades det nya koret av Johan Adolph Spaak. På läktarbröstningen finns målningar i tretton fält föreställande Jesus och apostlarna, troligen utförda i mitten av 1600-talet.

## Inventarier
- Den äldre dopfunten är från senare delen av 1200-talet tillhör den så kallade Starrkärrskolan. Den är i två delar och huggen i täljsten. Höjd: 78 cm. Cuppan är nästan cylindrisk och dekorerad med växtornamentik. Foten har en rund fotskiva och cylindriskt skaft med en rundstav upptill.[1] Den  förvaras på Statens historiska museum (SHM), men är utlånad till Hallands kulturhistoriska museum i Varberg.
- I kyrkan finns tre fragmentariska delar av en yngre dopfunt från 1300-talet huggen i kalksten bestående av botten till cuppan, ett koniskt skaft och en rund fotplatta.[2] På funten står ett dopfat i nysilver från 1889.
- Altaruppsatsen från 1872 består av ett förgyllt träkors med en förgylld törnekrona och en svepduk skulpterad i trä.
- På altarbordet står två ljusstakar i mässing från 1602.
- Predikstolen från 1872 är målad i pärlvitt och guld.
- Triumfkrucifixet i rik blomomfattning är tillverkat av Erik Nilsson, Harplinge.
- En Kristusgestalt tillhörande processionskrucifix, en tronande Madonna skuren i ek och en skulptur föreställande Sankt Olof, samtliga daterade till mitten av 1200-talet, förvaras på Varbergs museum.
- En Madonnaskulptur i ek förvaras på Göteborgs historiska museum[3].

### Orgel
Orgelverket är tillverkat 1982 av Tostareds Kyrkorgelfabrik och innehåller material från äldre orglar. Den ljudande fasaden härstammar från 1852 års orgel, byggd av Johan Ferdinand Ahlstrand. Instrumentet har fjorton stämmor fördelade på två manualer och pedal.

## Klockstapel och klocka
Klockstapeln, som är placerad 10 meter öster om kyrkan, är åttakantig och av vitmålat trä. Den byggdes 1739 och fick sin brädpanel 1761. Klockan blev senaste gången omgjuten 1948. Diameter: 103 cm. Vikt: 700 kg. 

## Bilder

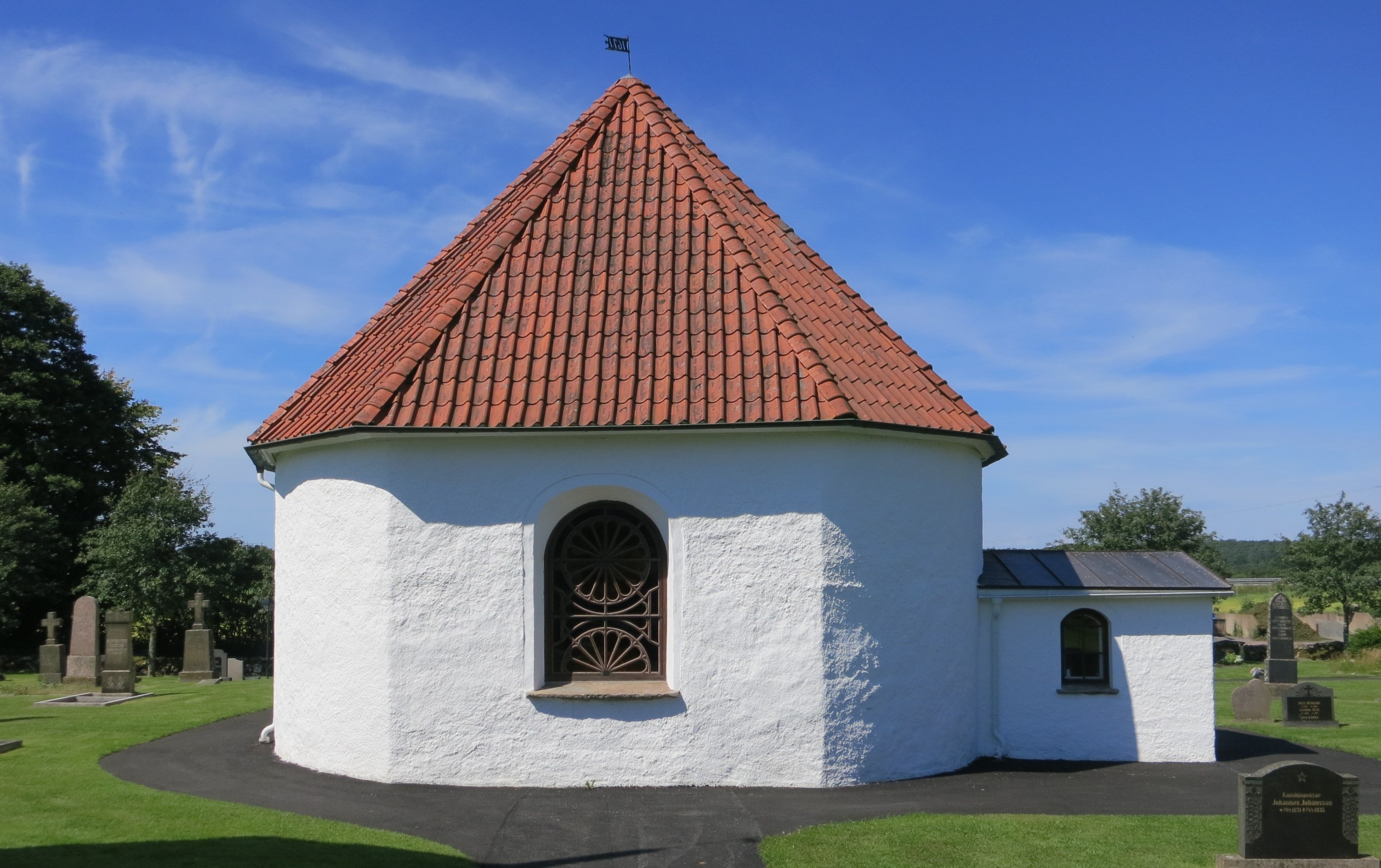
Absiden.
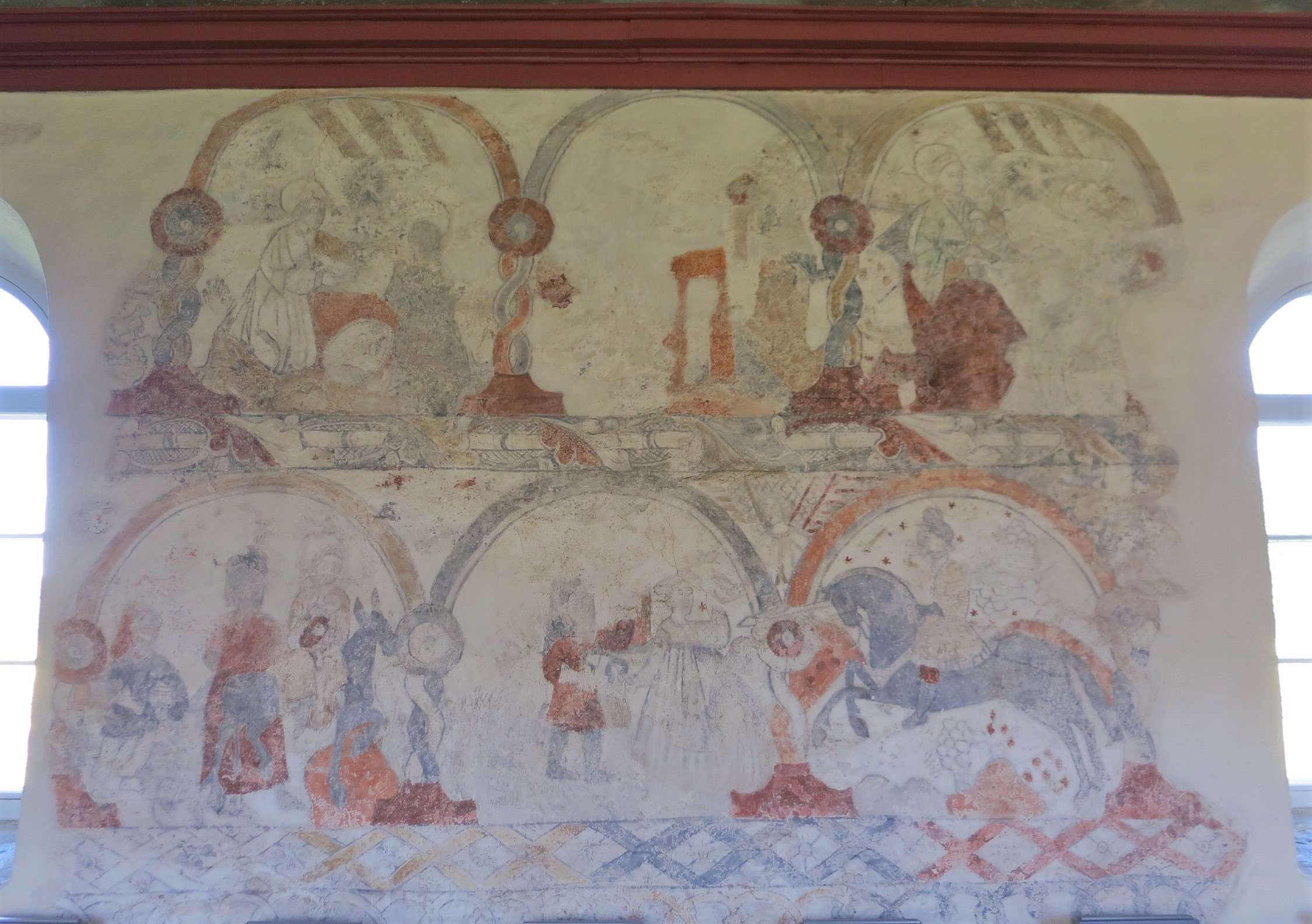
Väggmålning.
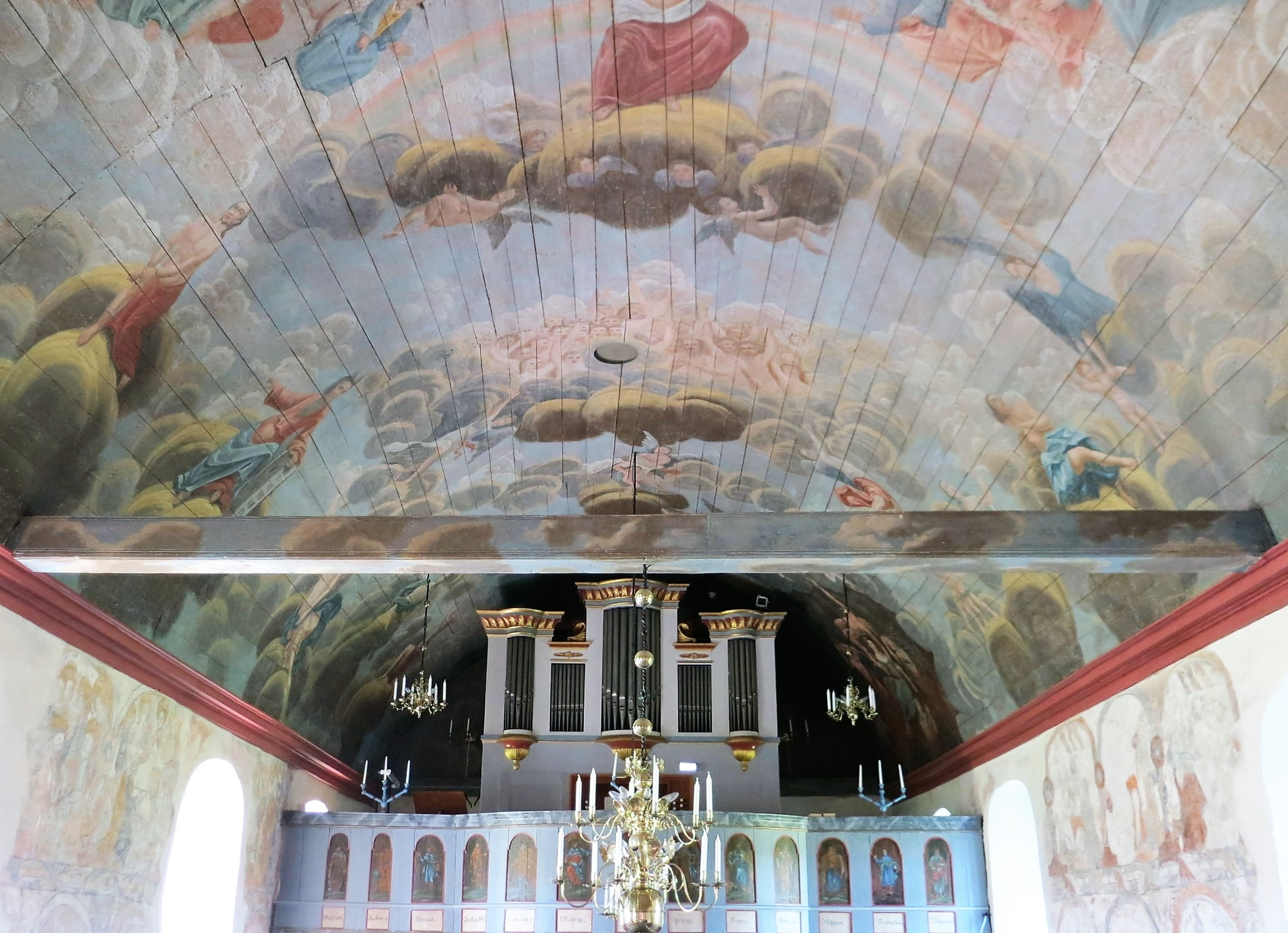
Takmålning.
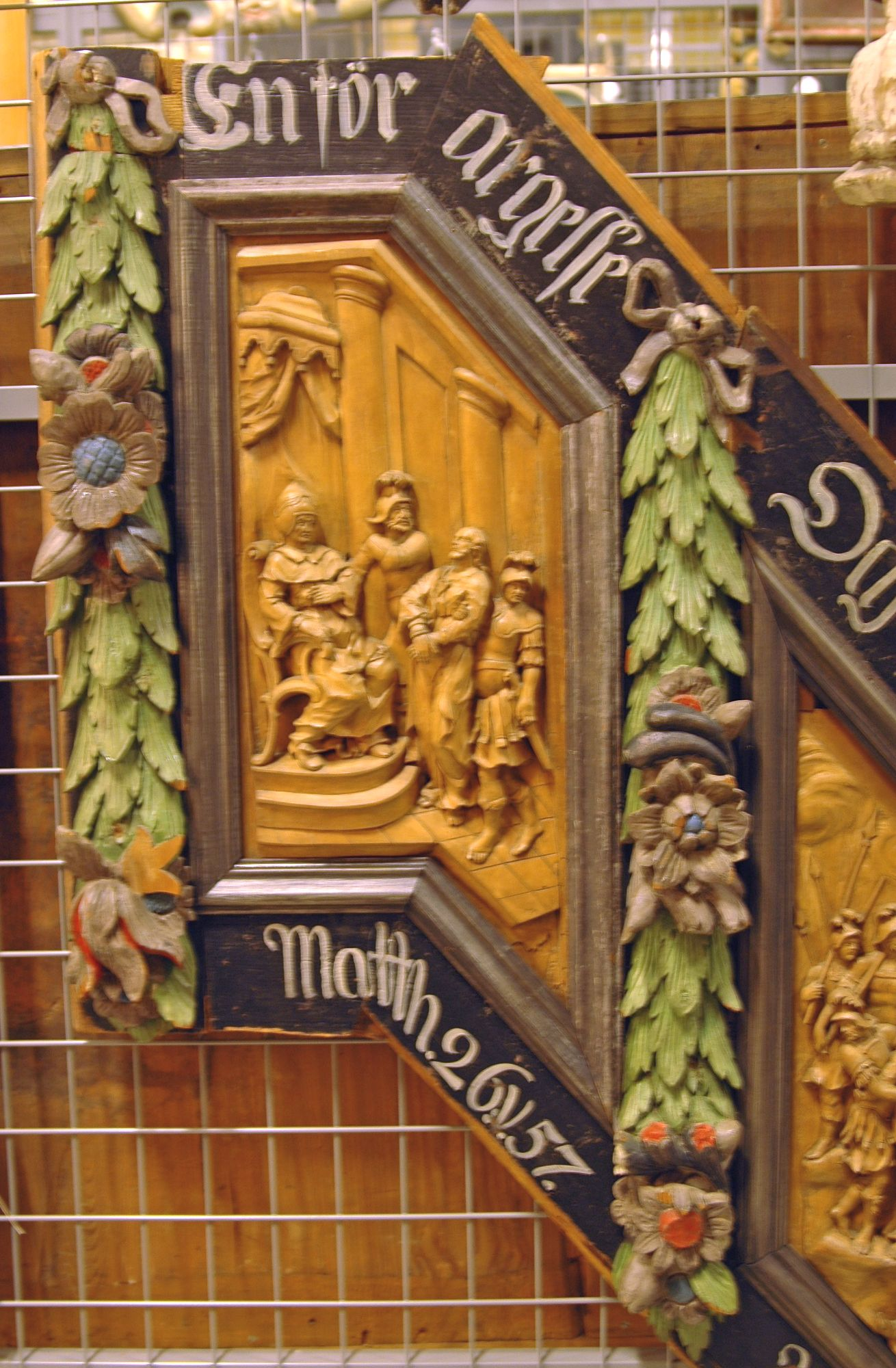
Detalj av predikstolen.
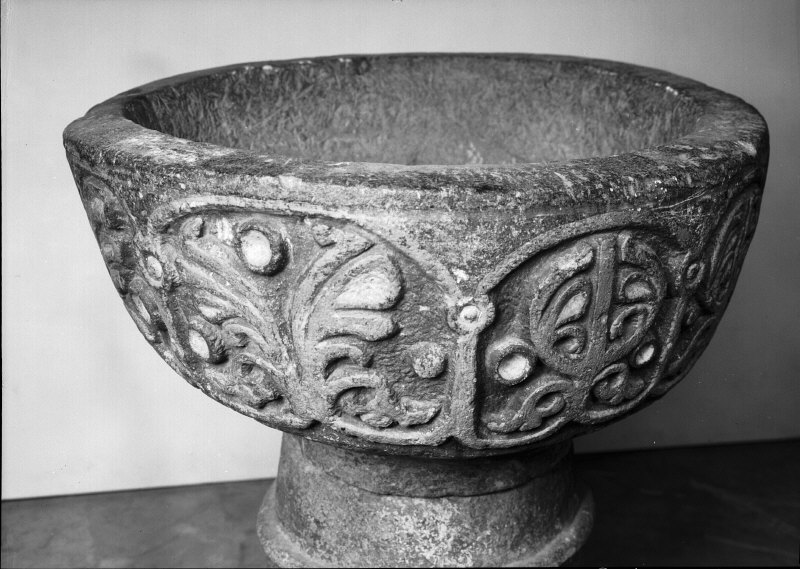
Dopfunten med bladmönster.